# Michael Qualls
Michael Qualls, né le 20 janvier 1994 à Shreveport, Louisiane, est un joueur américain de basket-ball. Il évolue au poste d'arrière.

## Carrière universitaire
Qualls est nommé dans le seconde équipe All-SEC en 2014-2015 en terminant sa troisième saison universitaire avec 15,9 points par match. Il décide de ne pas aller au bout de son cursus universitaire et se présente à la draft 2015 de la NBA.
Durant un workout avec les Suns de Phoenix avant la draft, il se rompt le ligament croisé antérieur du genou et doit être absent des parquets pour douze mois.

## Carrière professionnelle
Non drafté en 2015, il signe au Thunder d'Oklahoma City pour un an le 1er juillet 2015 mais est licencié en octobre, avant le début de la saison régulière.

## Clubs successifs
- 2012-2015 :  Razorbacks de l'Arkansas (NCAA).

## Statistiques

### Universitaires
Les statistiques en matchs universitaires de Michael Qualls sont les suivants :
| Année     | Équipe   | Matches | Titul. | Min./m. | %tir | %3pts | %l-f | rbds/m. | pass/m. | int/m. | ctr/m. | pts/m. |
| --------- | -------- | ------- | ------ | ------- | ---- | ----- | ---- | ------- | ------- | ------ | ------ | ------ |
| 2012-2013 | Arkansas | 31      | 5      | 15,6    | 40,1 | 22,2  | 60,9 | 3,42    | 0,74    | 0,74   | 0,68   | 4,65   |
| 2013-2014 | Arkansas | 33      | 17     | 24,7    | 42,9 | 35,0  | 68,0 | 4,45    | 1,94    | 0,94   | 0,52   | 11,61  |
| 2014-2015 | Arkansas | 36      | 34     | 30,2    | 43,6 | 33,3  | 77,5 | 5,33    | 1,67    | 0,89   | 0,47   | 15,92  |
| Total     |          | 100     | 56     | 23,8    | 42,8 | 33,0  | 72,3 | 4,45    | 1,47    | 0,86   | 0,55   | 11,00  |

## Palmarès
- Second-team All-SEC (2015)